# Kurt Hickl
Kurt Hickl (* 26. September 1913 in Delmenhorst; † 25. Mai 1988 in Hannover) war ein deutscher SS-Hauptscharführer im KZ Sachsenhausen.

## Leben
Kurt Hickl war Sohn eines Buchhalters. Von 1920 bis 1928 besuchte er eine evangelische Volksschule in Delmenhorst. Ab 1928 machte er eine Lehre zum Bau- und Möbeltischler, die er 1932 mit der Gesellenprüfung abschloss. Am 1. August 1930 trat er in den Jung-Stahlheim ein.
Am 1. Oktober 1933 wurde er in die SA übernommen und nahm im Folgemonat den Dienst in der Wachmannschaft des KZ Esterwegen auf. Im Jahre 1934 wurde er Mitglied der SS. Bis zur Auflösung des KZ Esterwegen im Sommer 1936 gehörte er der SS-Wachttruppe „Ostfriesland“ an. Im Herbst 1936 wurde er mit dem übrigen Bewachungspersonal von Esterwegen nach Sachsenhausen verlegt. Zum 1. Mai 1937 trat er der NSDAP bei (Mitgliedsnummer 4.805.065). In Sachsenhausen war Hickl zunächst längere Zeit für die SS-Bekleidungskammer verantwortlich. Von 1938 bis Herbst 1941 leitete er die Lagertischlerei.
1941 wurde er zum stellvertretenden Rapportführer ernannt. Zudem war Hickl für die Überwachung der Massenmordaktion gegen die sowjetischen Kriegsgefangenen zuständig. Er prüfte die Funktionsfähigkeit der Tötungsanlage, überwachte den Antransport der Opfer und tötete Männer, die den Genickschuss überlebt hatten, durch sogenannte Fangschüsse. Bei der Massenmordaktion infizierte er sich mit Fleckfieber. Zwei Jahre verbrachte er in SS-Lazaretten. Ende Juli 1943 wurde er aus der stationären Behandlung entlassen und kehrte als Leiter der Tischlereiwerkstatt der SS-eigenen „Deutschen Ausrüstungswerke“ nach Sachsenhausen zurück.
Nachdem er Ende April 1945 den Todesmarsch der Häftlinge in einem Lastwagen begleitet hatte, setzte sich Hickl nach Schleswig-Holstein ab und hielt sich zunächst in Rendsburg versteckt, bevor er sich im August 1945 zu seiner nach Hannover geflohenen Familie begab. 1959 trat er als Zeuge im Bonner Prozess gegen Gustav Sorge auf. Im Februar 1964 kam er in Untersuchungshaft und stand 1965 in Köln vor Gericht. Wegen seiner Mitwirkung am Massenmord an den sowjetischen Kriegsgefangenen verurteilte ihn das Landgericht Köln am 28. Mai 1965 zu einem Jahr und acht Monaten Haft. Da seine über 15-monatige Untersuchungshaft auf die Strafe angerechnet wurde, kam Hickl zur Bewährung frei.